# Lonchocarpus huetamoensis
Lonchocarpus huetamoensis är en ärtväxtart som beskrevs av Mario Sousa och J.C.Soto. Lonchocarpus huetamoensis ingår i släktet Lonchocarpus och familjen ärtväxter.

## Underarter
Arten delas in i följande underarter:
- L. h. huetamoensis
- L. h. xochipalensis